# Ламанские
Ламанские — русский дворянский род.

## Происхождение и история рода
Род получивший дворянское достоинство в начале XIX столетия. Иван Петрович Ламанский родился около 1755 года в семье церковнослужителя, в начале XIX в. получил чин коллежского асессора, давший ему право на потомственное дворянство.
Род Ламанских был внесён в III часть родословной книги Санкт-Петербургской губернии.

## Известные представители
- Иван Иванович Ламанский (1793—1879) был директором особой канцелярии министерства финансов по кредитной части и сенатором.
  - Яков Иванович (1822—1872) — директор Технологического института.
  - Евгений Иванович (1825—1902) — управляющий Государственным банком в 1867—1881 гг.
  - Владимир Иванович (1833—1914) — историк-славист и педагог.
    - Владимир Владимирович (1874—1943) — геолог, географ и преподаватель.

  - Сергей Иванович (1841—1901) — физиолог и физик.